# Fodor József (mezőgazdász)
Fodor József (1802 – ?) uradalmi számadó.

## Élete
A kolozsvári unitárius kollegiumban tanult; azután a keszthelyi Georgiconba ment, hol különösen a juhokkal való bánásmódot sajátította el. 1834 szeptemberében hazatért és október 1-jén gróf Bethlen Leopold szolgálatába lépett Radnóton Kis-Küküllő megyében.

## Munkái
- Tapasztaláson alapult radnóthi utmutatás a szopó bárányok hasmenése ellen, melyet tulajdon tapasztalásai után öszve szedett és a juhok baráttyainak kiadott. Maros-Vásárhely, 1839.